# Battaglia dei Campi di Croco
La battaglia dei Campi di Croco fu una battaglia della terza guerra sacra, combattuta tra l'esercito della Focide, comandato da Onomarco, e quelli della Lega della Tessaglia e del Regno di Macedonia comandati da Filippo II di Macedonia. Nella battaglia più sanguinosa mai registrata nella storia greca, i focesi furono decisamente sconfitti dalle forze di Filippo. La vittoria di Filippo assicurò la sua nomina a governatore della Tessaglia, segnando un passo importante nella ascesa della Macedonia nella politica dell'antica Grecia. Gli storici sono divisi sull'anno in cui si svolse la battaglia; qualcuno è a favore del 353 a.C., mentre altri propendono per il 352 a.C.

## Fonti e cronologia
Le fonti antiche sulla terza guerra sacra sono scarse e generalmente prive di informazioni cronologiche. La fonte principale per il periodo è Bibliotheca historica di Diodoro Siculo, scritta nel I secolo a.C., che è quindi una fonte secondaria. Diodoro è spesso deriso dagli storici moderni per il suo stile e le sue inesattezze, ma conserva molti dettagli del periodo antico che non si trovano in nessuna altra fonte. Diodoro operò principalmente su opere di altri storici, omettendo molti dettagli che non collimavano con il suo scopo, che era quello di illustrare lezioni morali traendole dalla storia; il suo racconto della Terza guerra sacra, quindi, contiene molte lacune.
A parte Diodoro, ulteriori dettagli della Guerra sacra si trovano nelle orazioni di statisti ateniesi, soprattutto Demostene e Eschine, che sono giunti intatti.. Dal momento che questi discorsi non furono destinati ad essere materiale storico, devono essere trattati con cautela; Demostene e Eschine sono stati descritti come "un paio di bugiardi, dei quali nessuno si può fidare che abbiano detto la verità in tutte quelle questioni in cui avevano interesse a mentire". Tuttavia, le loro allusioni ad eventi contemporanei o del passato riescono a colmare alcune delle lacune presenti nel racconto di Diodoro, e aiutano a comporre la cronologia. I racconti di Diodoro, Demostene e Eschine possono essere ulteriormente integrati da frammenti di storie altrimenti perdute (come quella di Teopompo) e da fonti epigrafiche contemporanee.
Le date indicate dagli storici moderni sono state oggetto di accesi dibattiti, e su esse non vi è alcun chiaro consenso. Viene generalmente accettato che la guerra durò 10 anni e si concluse nell'estate del 346 a.C. (l'unica data certa), che determina la data del 356 a.C. come inizio della guerra, con la cattura di Delfi da parte di Filomelo. Dopo la sconfitta di Filomelo alla battaglia di Neon, i tebani pensarono che sarebbe stato sicuro inviare il generale Pammene in Asia con 5 000 opliti. Una combinazione di evidenze suggerisce che Pammene si incontrò con Filippo a Maronea in Tracia, nel 355 a.C., probabilmente durante il suo viaggio verso l'Asia. Buckler è l'unico storico a produrre uno studio sistematico della guerra santa e pone quindi Neon prima del 355 a.C. Altri storici hanno messo Neon nel 354 a.C., dal momento che Diodoro dice che la battaglia ebbe luogo mentre Filippo assediava Metone, che Diodoro (ad un certo punto), pose nel 354 a.C. Tuttavia, la cronologia di Diodoro della guerra santa è molto confusa; - egli narra l'inizio e la fine della guerra con un anno di ritardo, dicendo, di volta in volta che la guerra durò 9, 10 o 11 anni, e comprende l'assedio di Metone, indicato però con due date differenti; - e le sue date non possono pertanto essere fatte valere.
Trascurando le date, la maggior parte degli storici concordano sulla stessa sequenza degli eventi per questa parte della Guerra sacra. La questione principale è quindi l'inizio della sequenza. Perciò, Buckler (così come Beloch e Cloche) data Neon al 355 a.C., Metone al 355-354 a.C., la prima campagna di Tessaglia di Filippo al 354 a.C. e la seconda al 353 a.C. Al contrario Cawkwell, Sealey, Hammond e altri propendono per l'anticipo di un anno e indicano pertanto Neon al 354 a.C.

## Scenario
La terza guerra sacra (spesso chiamata soltanto guerra sacra) scoppiò nel 356 a.C. e diede a Filippo a sua prima vera opportunità di espandere la sua influenza negli affari della Grecia centrale e meridionale. La guerra fu causata dal rifiuto della confederazione della Focide a pagare una multa loro inflitta nel 357 a.C. dalla lega anfizionica, un'organizzazione religiosa pan-greca che governava il luogo più sacro dell'antica Grecia, il Tempio di Apollo a Delfi. Dietro l'elemento religioso, probabilmente c'era un motivo di realpolitik nel portare accuse contro i focesi, su istigazione dei tebani. In quel momento, Tebe controllava la maggioranza dei voti nel consiglio, e in occasione della riunione autunnale del 357 a.C., i tebani erano in grado di denunciare e multare sia i focesi (per la coltivazione della terra sacra) che gli spartani (per l'occupazione di Tebe 25 anni prima) Dal momento che le multe per entrambe le parti erano "ingiustificatamente pesanti", i tebani, probabilmente, si aspettavano che nessuna delle due parti pagasse, e, quindi, di essere in grado di dichiarare una "guerra santa", contro entrambi.

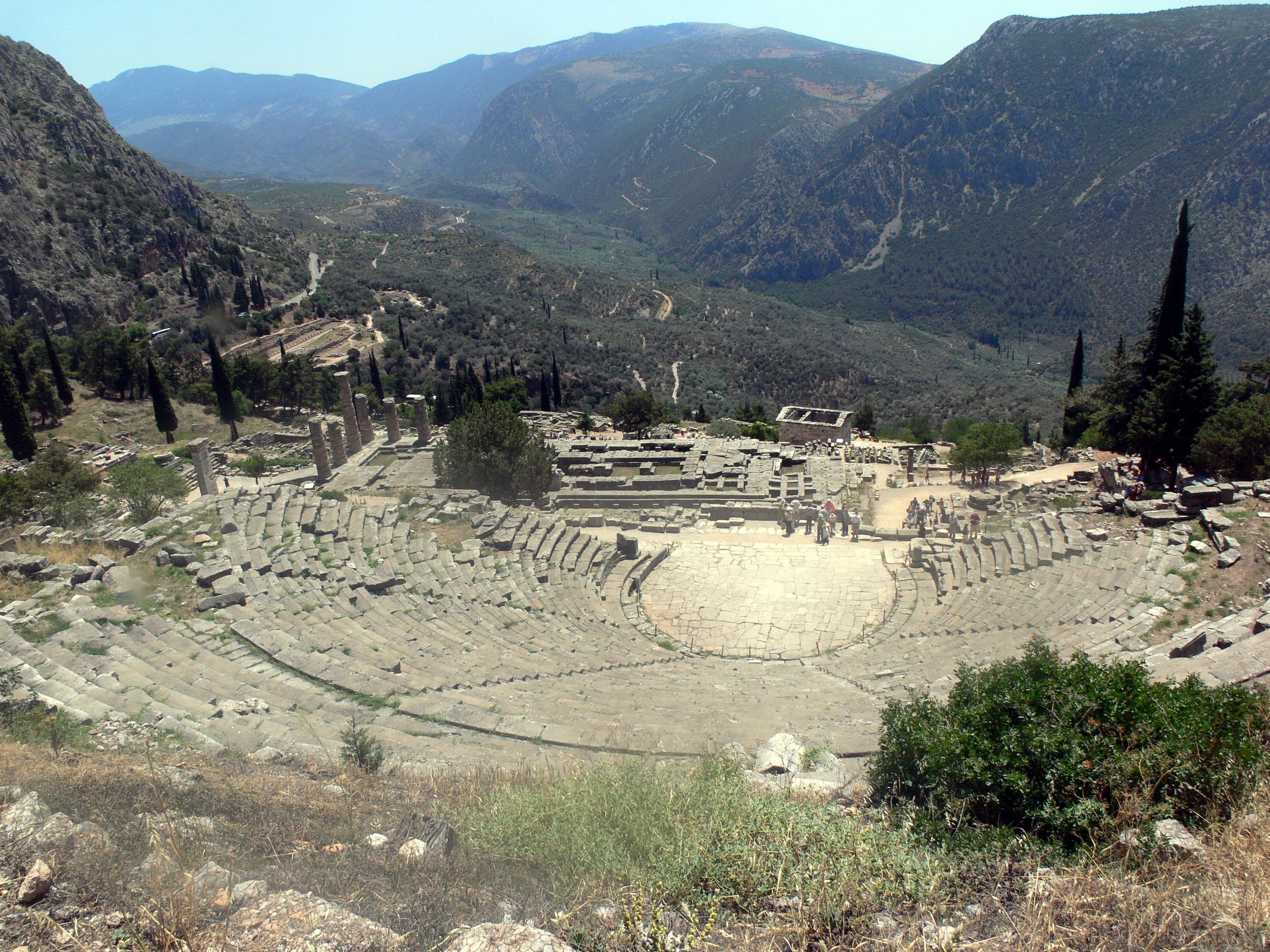
Rovine del Teatro dell'antica Delfi

In risposta, il focesi, sotto la guida di Filomelo, presero Delfi (che si trovava entro i confini della Focide) e affermarono l'antica pretesa della Focide di avere la presidenza della lega anfizionica, intendendo così annullare la sanzione ricevuta. Sembra ci fosse una certa simpatia in Grecia per i focesi, dal momento che gli altri stati notarono che "i tebani ... avevano usato l'anfizione per perseguire vendette meschine e distruttive". I focesi erano sostenuti da Atene (nemica perenne di Tebe) e non sorprendentemente anche da Sparta, che sperava di vedere annullata la propria sanzione se i focesi avessero ottenuto la presidenza della lega. Tuttavia, Filomelo saccheggiò il tesoro di Apollo per pagare i mercenari, approntando così un potente esercito, ma facendo cambiare drasticamente la disponibilità iniziale degli altri stati greci nei confronti della Focide. Pertanto, nell'inverno 356/355 a.C., venne dichiarata una "guerra sacra" contro i focesi da parte del Consiglio anfizionico, con i tebani come protagonisti. La guerra iniziò relativamente bene per i focesi, che poi subirono una grave sconfitta alla battaglia di Neon a opera dei tebani nel 355 o 354 a.C. e Filomene cadde in battaglia. Imperterrito, Onomarco assunse il comando e assoldò nuovi mercenari per continuare la lotta.
La guerra sacra sembrò rinnovare il conflitto all'interno della Tessaglia. La lega della Tessaglia era fedele sostenitrice della lega anfizionica e aveva un antico odio nei confronti dei focesi. Al contrario, la città-stato di Fera era alleata della Focide. Sia nel 354 che nel 353 a.C., la nobiltà della città di Larissa in Tessaglia aveva fatto appello a Filippo per aiutarla a sconfiggere Fera. Filippo quindi marciò con l'esercito in Tessaglia, probabilmente con l'intenzione di attaccare Fera. Secondo i termini della loro alleanza, Licofrone di Fera richiese l'aiuto dei focesi, e Onormarco inviò suo fratello, Faillo con 7 000 uomini; tuttavia, Filippo respinse questa forza prima che potesse unirsi all'esercito di Fera. Onomarco decise di abbandonare l'assedio e portò tutto il suo esercito in Tessaglia per attaccare Filippo. I dettagli esatti della campagna successiva non sono chiari, ma sembra che Onomarco abbia inflitto due sconfitte a Filippo, con l'uccisione di molti macedoni. Dopo queste sconfitte, Filippo ritornò in Macedonia per trascorrere l'inverno. Si dice che avesse commentato che "non scappavo, ma, come un ariete, mi tiravo indietro per avanzare ancora più a fondo".
Filippo tornò in Tessaglia nell'estate successiva (353 o 352 a.C., a seconda della cronologia seguita), avendo approntato un nuovo esercito in Macedonia. Filippo aveva chiesto formalmente ai tessali di unirsi a lui nella guerra contro il focesi. Egli aveva radunato tutti gli avversari tessali di Fera in modo tale da poter schierare, secondo Diodoro, un esercito di 20 000 fanti e 3 000 cavalieri.

## Preludio
Sia Buckler che Cawkwell sostengono che Filippo assediò il porto strategico di Pagase (di fatto il porto di Fera) prima della battaglia dei Campi di Croco. Prendendo Pagase, è probabile che Filippo avesse in mente di prevenire che giungessero eventuali aiuti via mare; Buckler suggerisce che Filippo aveva imparato la lezione dalla campagna precedente e voleva tagliar fuori Fera da ogni aiuto esterno prima di attaccarla. Nel frattempo, Onomarco tornò in Tessaglia, per cercare di conservare la supremazia nella Focide, con circa la stessa forza dell'anno precedente. Inoltre, gli ateniesi inviarono Carete con una flotta consistente per aiutare i loro alleati focesi, vedendo la possibilità di sferrare un colpo decisivo contro Filippo. I focesi e gli ateniesi decisero probabilmente di incontrarsi a Pagase, dato che era l'unico porto che la flotta ateniese avrebbe potuto usare, e dal momento che Filippo era lì.

## Battaglia
Gli eventi successivi non sono molto chiari, ma certamente venne combattuta una battaglia tra i macedoni e i focesi, probabilmente quando Filippo cercò di evitare che i focesi si unissero alle forze di Fera, e, soprattutto, prima che arrivassero gli ateniesi. Secondo Diodoro, i due eserciti si incontrarono su una vasta pianura vicino al mare, probabilmente nelle vicinanze di Pagase. Il campo di Croco in Tessaglia corrisponde a questa descrizione, e la battaglia è quindi ora conosciuta come battaglia dei Campi di Croco; tuttavia, questa pianura è così grande che si è rivelato impossibile individuare il punto esatto in cui avvenne la battaglia.
Filippo inviò i suoi uomini in battaglia con addosso corone d'alloro, simbolo di Apollo, "come se fosse il vendicatore ... di un sacrilego, e procedesse a combattere sotto la sua guida, del dio stesso". Alcuni dei mercenari focesi, presumibilmente gettarono le armi, turbati dallo loro coscienza sporca. Nella battaglia che ne seguì, la più sanguinosa registrata nella storia dell'antica Grecia, Filippo ottenne una vittoria decisiva contro i focesi. La battaglia sembra essere stata vinta dalla superiorità numerica e dal valore della cavalleria di Filippo.
Fuggendo dalla sconfitta, i focesi corsero verso il mare, dove, nel frattempo, era giunta la flotta di Carete, ma molti uomini vennero uccisi durante l'inseguimento, o annegarono mentre cercavano di raggiungere le navi. In totale vennero uccisi 6 000 soldati focesi, tra cui Onomarco, e altri 3 000 vennero fatti prigionieri. Onomarco venne impiccato o crocifisso e gli altri prigionieri fatti annegare, come da rituale punizione riservata ai ladri del tempio. Queste punizioni vennero progettate per negare agli sconfitti una onorevole sepoltura; Filippo quindi continuò a presentarsi come il vendicatore pio del sacrilegio commesso dai focesi. Buckler afferma che: «Nessuno dovrebbe supporre automaticamente che un annegamento di massa  ... avrebbe scosso il mondo greco. Anche l'indole mite di Isocrate ritenne che i mercenari focesi erano meglio morti che vivi ... La punizione fu davvero terribile, ma era del tutto coerente con il ruolo di Filippo come vendicatore di Apollo".

## Conseguenze
Probabilmente fu all'indomani della sua vittoria (se non prima) che i tessali nominarono Filippo arconte della Tessaglia. Questa fu un'investitura a vita e diede a Filippo il controllo delle entrate finanziarie della Confederazione della Tessaglia, oltre a farlo diventare capo dell'esercito confederale. I tiranni di Fera, piuttosto che subire il destino di Onomarco, raggiunsero un accordo con Filippo, e in cambio della consegna di Fera a Filippo, vennero autorizzati a raggiungere la Focide con 2 000 dei loro mercenari. Filippo trascorse qualche tempo a riorganizzare la Tessaglia, e una volta soddisfatto, marciò a sud verso il valico delle Termopili, la porta verso la Grecia centrale. Probabilmente intendeva far seguire alla sua vittoria sui focesi, l'invasione della Focide stessa, una prospettiva che allarmò notevolmente gli ateniesi, dal momento che una volta approdato alle Termopili, poteva marciare direttamente su Atene. Gli ateniesi inviarono quindi una forza alle Termopili e occuparono il passo; esiste un certo dibattito sul fatto che altri contingenti potessero essersi uniti agli ateniesi alle Termopili. Anche se sarebbe stato possibile forzare il passo, Filippo non tentò di farlo, preferendo non rischiare una sconfitta dopo i suoi grandi successi in Tessaglia.
Nel frattempo, i focesi si raggrupparono sotto il fratello di Onomarco, Fallio. Dopo le disfatte focesi a Neon e ai Campi di Croco, Fallio dovette raddoppiare la paga ai mercenari, al fine di attirarne un numero sufficiente a rifornire il suo esercito. Nonostante le sconfitte tuttavia, la maggior parte dei focesi erano ancora a favore della continuazione della guerra. Durante l'inverno di quell'anno, Fallio si impegnò in sforzi diplomatici per raccogliere maggiore sostegno da parte degli alleati dei focesi, riuscendo ad ampliare il teatro del conflitto nella successiva campagna. Caso unico nella storia greca, i focesi furono in grado di assorbire le enormi perdite, grazie al saccheggio del tesoro del tempio di Apollo, un fattore che contribuì a far trascinare il conflitto fino al 346 a.C.

### Fonti antiche
- Diodoro Siculo – Bibliotheca historica
- Marco Giuniano Giustino – Epitome della Historiae Philippicae di Pompeo Trogo

### Fonti moderne
- John Buckler, Philip II and the Sacred War, Brill Archive, 1989, ISBN 90-04-09095-9.
- Terry Buckley, Aspects of Greek history, 750-323 BC: a source-based approach, Routledge, 1996, ISBN 0-415-09957-9.
- George Cawkwell, Philip II of Macedon, Faber & Faber, 1978, ISBN 0-571-10958-6.
- Peter Green, Alexander the Great and the Hellenistic Age, Phoenix, 2008, ISBN 978-0-7538-2413-9.
- Peter Green, Diodorus Siculus – Greek history 480–431 BC: the alternative version (translated by Peter Green), University of Texas Press, 2006, ISBN 0-292-71277-4.
- Simon Hornblower, The Greek world, 479-323 BC, Routledge, 2002, ISBN 0-415-16326-9.
- Raphael Sealey, A history of the Greek city states, ca. 700-338 B.C., University of California Press, 1976, ISBN 0-520-03177-6.